# Gymnorhinus
Gymnorhinus je rod ptáků z čeledi krkavcovití (Corvidae).

## Systém
Seznam dosud žijících druhů:
- Sojka modrá - Gymnorhinus cyanocephalus